# Schlachtschussapparat

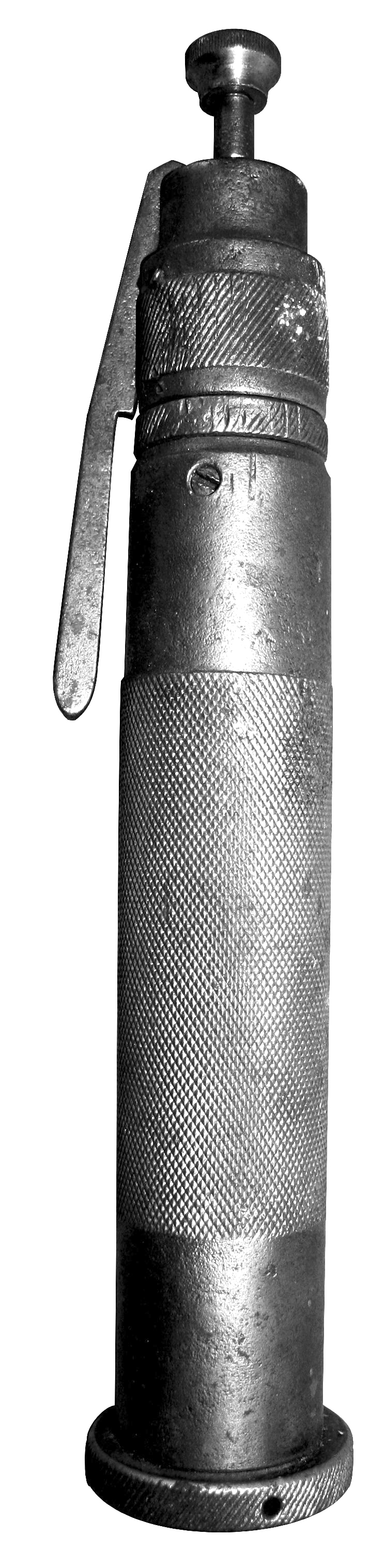
Schlachtschussapparat

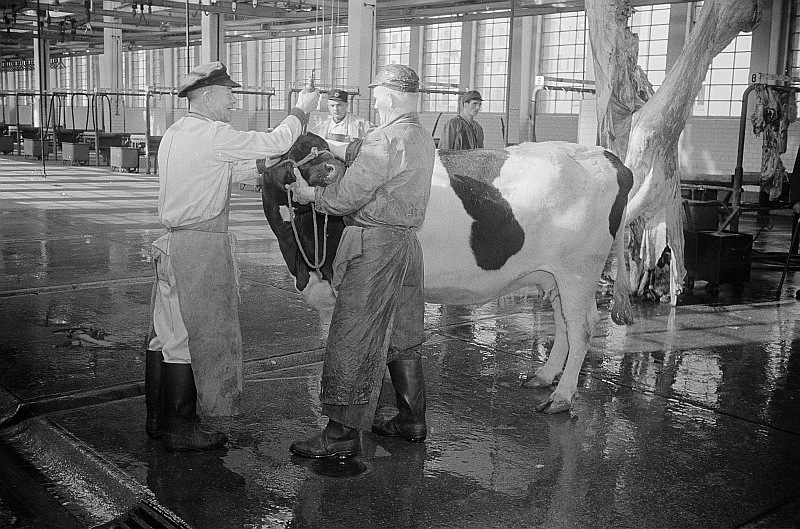
Betäubung eines Rindes im Schlachthof Leipzig mit einem Schlachtschussapparat (1952)

Schlachtschussapparate sind Geräte, die bei der Schlachtung zum Betäuben von Schlachttieren verwendet werden. Damit soll den Tieren unnötiges Leid erspart werden.
Die Geräte sind meist Bolzenschussapparate und seltener Kugelschussapparate. Im Gegensatz zum Bolzenschussapparat besteht beim Kugelschussapparat die Gefahr von Abprallern und anderen Unfällen analog zu Schusswaffen (siehe auch Bolzensetzgerät).

## Geschichte
Als Erfinder des Schlachtschussapparates gilt Hugo Heiss (* 5. August 1863; † 27. September 1936), ehemals Direktor des Schlachthofs in Straubing. In der Schweiz wird als Urheber des ersten Schlachtschussapparates hingegen Benjamin Siegmund gesehen, der von 1868 bis 1909 Schlachthausverwalter des Schlachthofes Basel-Stadt war, auf eine Patentierung seiner Erfindung eines Betäubungsgerätes jedoch verzichtete, damit sein Apparat nachgebaut und weit verbreitet werden könne. Siegmund war ein engagierter Tierschützer und u. a. Gründungspräsident des Basler Tierschutzvereins. Von Basel aus kam auch der Impuls zu einer schweizerischen Tierschutzgesetzgebung.

## Anwendung

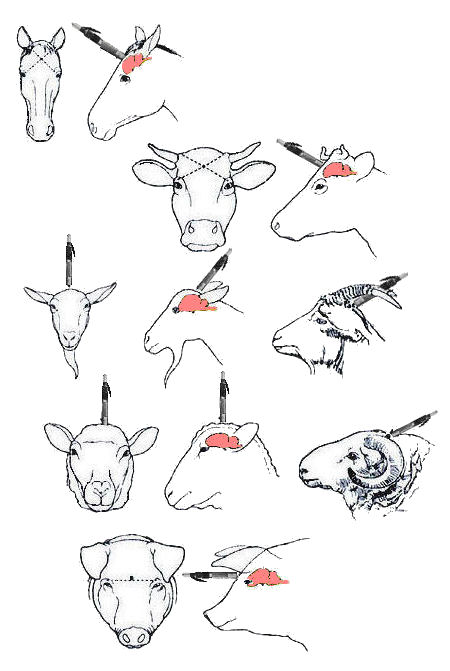
Aufsetzpunkte des Bolzenschussapparates bei Schlachttieren

Tiere mit dicker Kopfhaut und starker Schädeldecke wie Rinder oder Pferde werden mittels eines gezielten Schusses ins Gehirn betäubt. Bei Rindern zielt der Fleischer dabei auf den gedachten Kreuzungspunkt zweier Linien, die den Hornansatzpunkt und das gegenüberliegende Auge verbinden. Bei Pferden wird auf der Höhe des Mähnenansatzes leicht seitlich der Mitte geschossen. Nur bei Hausschlachtungen werden auch Schweine mit dem Bolzenschussgerät betäubt. Dabei wird das Bolzenschussgerät zwei Fingerbreiten über den Augen der Sau fest auf die Stirn gesetzt.
Bei Kaninchen und bei Geflügel werden auch kleinere und leichtere Bauformen eingesetzt, die nur mit Federkraft anstelle von Patronen arbeiten.

## Wirkung
Die Betäubungswirkung beruht auf drei Komponenten, die innerhalb von etwa zwei Tausendstelsekunden auftreten. Erst wird eine schwere Gehirnerschütterung durch das Auftreffen auf den Schädel ausgelöst, bei Eindringen in den Schädel entsteht ein starker Überdruck, der beim Wiederaustreten in einen starken Unterdruck mündet. Der Bolzen zerstört mechanisch die Gehirnareale, in die er eindringt, weswegen das Ansetzen an der richtigen Stelle besonders wichtig ist. Aus diesem Grund ist die Betäubung mittels Bolzenschuss bei Schweinen bis auf wenige Ausnahmen verboten, da sie nicht sicher genug fixiert werden können und das Ansetzen an der richtigen Stelle massiv erschwert wird. Weil bei Schweinen starke Ruderbewegungen der Gliedmaßen auftreten, entsteht eine zusätzliche Gefährdung für das Personal und rasches, sicheres Entbluten wird schwieriger.

## Bauformen
Es gibt drei Formen:
- penetrierend:

Vorrichtungen, bei denen der Bolzen ins Gehirn des Schlachttieres eindringt.
- stumpf

Vorrichtungen mit abgeflachtem Bolzenende, die nicht bis ins Hirn vordringen.
- gasinjizierend

Vorrichtungen mit hohlen Bolzen, die beim Schlag Gas unter Druck in den Schädel des Schlachttiers einblasen.
Letztere waren bis zum Auftreten von BSE vor allem in den Vereinigten Staaten verbreitet. Sie zerstören jedoch neben dem Gehirn auch das Rückenmark und können so eventuell vorhandene Erregerprionen ins Fleisch bringen.
Für die Betäubung von Schlachttieren verschiedener Größe (Kaninchen, Geflügel, Großvieh) werden Apparate in unterschiedlichen Größen und mit unterschiedlichen Auslösemechanismen hergestellt.
Es gilt: Je größer das Tier, desto größer der Bolzenschussapparat.
Der Bolzenschussapparat besteht wesentlich aus:
- Lauf mit Verschlusskopf
- Abzugshebel
- Schlagbolzen mit Schlagbolzenfeder
- Schussbolzen
- Schussbolzenrückholfeder
- Gummipuffer (Gummiringe oder Gummihülse)

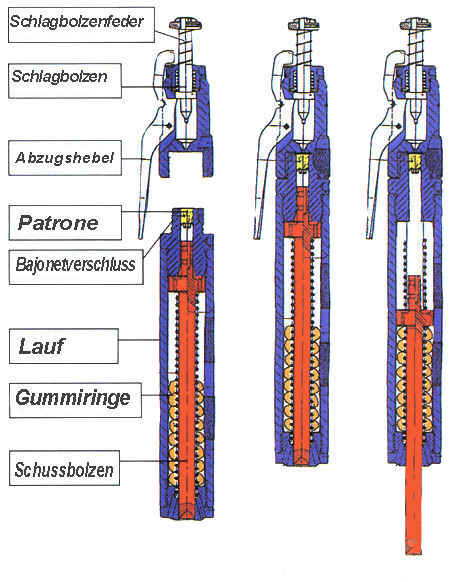
Der Aufbau eines Bolzenschussapparates zum Betäuben von Schlachttieren

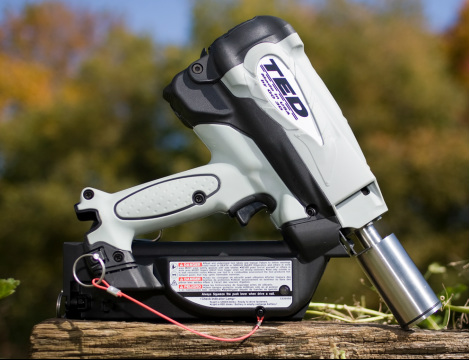
Moderne Ausführung eines Schlachtschussapparates

## Munition

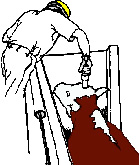
Einsatz bei einem Rind

Als Munition für die Bolzenschussgeräte werden Platzpatronen benutzt, deren Treibladung den Bolzen hervorstößt. Die Patronen sind farblich gekennzeichnet. Die unterschiedlichen Farben weisen auf die Schlachtviehart hin, für die diese Patronen verwendet werden:
- Grün

schwache Ladung
für Schweine und Kleintiere (Kälber, Schafe)
- Gelb

mittlere Ladung
für Kühe, Pferde und leichte Ochsen
- Blau

starke Ladung
für schwere Ochsen und Bullen
- Rot

extrem starke Ladung
für schwerste Tiere.

## Gesetze und Vorschriften

### Deutschland
Schlachtschussapparate werden im Waffenrecht Schussapparate genannt. Besitz, Erwerb und Handhabung dieser zu den Schusswaffen zählenden Apparate sowie der zugehörigen Munition sind in zahlreichen Gesetzen, Verwaltungsvorschriften und Verordnungen geregelt. Ein Schlachtschussapparat, der widmungsgemäß zum Betäuben von Schlachttieren bestimmt ist, gilt nicht als Waffe im Sinne des § 1 Waffengesetz.

### Schweiz
In der Schweiz ist die Handhabung von Bolzenschussapparaten durch das BSE-Merkblatt Schlachtung, Betäubung von Rind, Schaf und Ziege geregelt. Besitz, Erwerb und Handhabung dieser Apparate sowie der zugehörigen Munition sind in anderen Reglements festgelegt.

### Österreich
Bei Schlachtschussapparaten handelt es sich um keine Waffen im Sinne des österreichischen Waffengesetzes. Sie können aber als so genannte gefährliche Gegenstände laut Versammlungsgesetz in Betracht kommen.